# Goniomonas
A Goniomonas a Cryptophyta nemzetsége, benne 5 fajjal. Egysejtű eukarióták édesvízi és tengeri fajokat tartalmazó nemzetsége. Nincs plasztiszuk a Cryptophyta legtöbb nemzetségétől eltérően. Ez a Cryptophyta-fajok édesvízi környezetbe fejlődésének alkalma lehet. Számos tenyésztetlen és névtelen édesvízi rokona van.
Samuel Friedrich Stein fedezte fel 1878-ban.

## Etimológia
A Goniomonas szögletes egysejtűeket jelent, a goni és monas szavakból.

## Táplálkozás
Baktériumokkal és eukariótákkal fagocitózis révén táplálkozik. Mivel a Goniomonas által bekebelezhető vörösmoszatok gyakoriak, feltételezhető, hogy e szekunder endoszimbiózis hozta létre a fotoszintetikus Cryptophyta-tagokat.

## Morfológia
A nemzetség szabadon úszó, lapos, kétostoros egysejtűeket tartalmaz. Ezek oldalról oválisak, elöl lekerekítettek. Az elülső perem közepén rövid mélyedés van, melyet egy oldalsó ejektoszómasor vesz körül. Nincs kloroplasztisza, pirenoidja, nukleomorfa vagy keményítője. Periplasztiszuk hosszában csíkozott. Az egyetlen ismert Cryptophyta-nemzetség plasztiszkomplex nélkül, így ősinek tekintik. Más Cryptophyta-tagok kétrészes tubuláris ostorszőreik vannak, a Goniomonasnak tüskés ostornyúlványai. A mélyedésrendszer elöl van, nem ventrálisan.

## Szaporodás
Nem ismert benne cisztaképzés.

## Ökológia
Édesvízben élő kozmopolita nemzetség, de ritkán van jelen nagy mennyiségben. Tengerben is él. Nem ismertek a fajnak megfelelő hőmérsékletek és mélységek.

## Genetika
Csak 1 édesvízi és 2 tengeri fajt írtak le részletesen. A G. pacifica és a G. amphinema tengeriek, a G. truncata édesvízi. Bár a két tengeri faj morfológiailag eltér, nem volt 2013-ig eldöntött, hogy a G. pacifica a G. truncatától különbözik-e hasonló morfológiájuk és méretük miatt. Az eredmények mindhárom fajban jelentős genetikai diverzitást mutatott ki, és megerősítette, hogy a két faj jelentősen különbözik genetikailag. Feltehetően további tanulmányok esetén a Goniomonas akár a Cryptophytához hasonló mennyiségű fajjal rendelkezhet. Ivartalanul szaporodnak a kutatások alapján. További kutatások vizsgálhatják, hogy a Goniomonas ivaros-e, és nem ismert, hogy a biológiai fajfogalom használható-e esetükben. A Goniomonas avonlea genomját szekvenálták először. Ez mintegy 92 Mbp hosszú, 33 470 fehérjekódoló gént tartalmazhat. Feltehetően e nemzetség a Cryptophyta szekunder endoszimbiózis előtti szakaszának élő tagja.

## Fajok
Ismert fajai:
- Goniomonas amphinema Larsen et Patterson, 1990
- Goniomonas avonlea Kim et Archibald, 2012
- Goniomonas elongata Maskell, 1888
- Goniomonas pacifica Larsen et Patterson, 1990
- Goniomonas truncata (Fresenius) Stein, 1878

## Fordítás
Ez a szócikk részben vagy egészben  a   Goniomonas című angol Wikipédia-szócikk ezen változatának fordításán alapul.  Az eredeti cikk szerkesztőit annak laptörténete sorolja fel. Ez a jelzés csupán a megfogalmazás eredetét és a szerzői jogokat jelzi, nem szolgál a cikkben szereplő információk forrásmegjelöléseként.